# Région Olmeca
La région Olmeca, est l'une des 10 régions administratives de l'État de Veracruz, au Mexique, et est localisée dans sa partie sud-est, à la limite des États voisins de Oaxaca et de Tabasco. Elle s'inscrit géographiquement entre les bassins versants des fleuves Río Tonalá à l'est et Río Papaloapan à l'ouest. Elle tire son nom de la civilisation précolombienne des olmèques.

## Géographie

Régions de Veracruz, la région Olmeca porte le n°10

La région Olmeca se situe dans les confins sud-est de l'État de Veracruz. Elle est limitée à l'est par le fleuve Río Tonalá, où elle est limitrophe de la région de Chontalpa, dans l'État de Tabasco. Elle est limitrophe au sud des régions Istmo, Sierra Norte et Papaloapan, dans l'Etat de Oaxaca. Au sein de l'État de Veracruz, elle est bordée à l'ouest par les régions de Papaloapan (il en existe deux, dans chacun des États de Veracruz et de Oaxaca), et de Los Tuxtlas. Elle couvre une superficie de 16 506 km2, et était peuplée en 2010 de 1 194 392 habitants.
Elle est administrativement formée des 25 municipalités suivantes :
- 1) San Juan Evangelista
- 2) Acayucan
- 3) Soteapan
- 4) Tatahuicapan de Juárez
- 5) Mecayapan
- 6) Sayula de Alemán
- 7) Oluta
- 8) Soconusco
- 9) Chinameca
- 10) Pajapan
- 11) Jesús Carranza
- 12) Texistepec
- 13) Jáltipan
- 14) Oteapan
- 15) Zaragoza
- 16) Cosoleacaque
- 17) Coatzacoalcos
- 18) Hidalgotitlán
- 19) Minatitlán
- 20) Ixhuatlán del Sureste

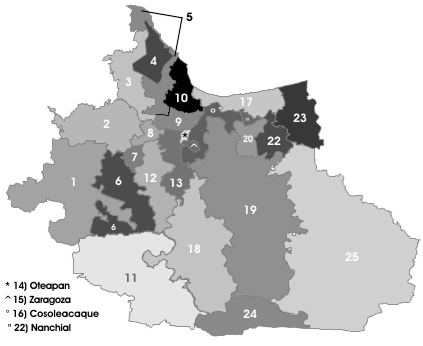
Municipalités de la région Olmeca

- 21) Nanchital de Lázaro Cárdenas del Río
- 22) Moloacán
- 23) Agua Dulce
- 24) Uxpanapa
- 25) Las Choapas